# Anàlisi de la regressió
La regressió estadística  o  regressió a la mitjana  és la tendència d'una mesura extrema a presentar-se més propera a la mitjana en una segona mesura. La regressió s'utilitza per predir una mesura basant-nos en el coneixement d'una altra.

## Origen del concepte
El terme regressió va ser introduït per Francis Galton en el seu llibre  Natural Inheritance  (1889) i va ser confirmada pel seu amic Karl Pearson. El seu treball es va centrar en la descripció dels trets físics dels descendents (variable A) a partir dels dels seus pares (variable B). Estudiant l'altura de pares i fills a partir de més de mil registres de grups familiars, es va arribar a la conclusió que els pares molt alts tenien una tendència a tenir fills que heretaven part d'aquesta alçada, però que revelaven també una tendència a  tornar  a la mitjana. Galton va generalitzar aquesta tendència sota la "llei de la regressió universal": «Cada peculiaritat en un home és compartida pels seus descendents, però en mitjana, en un grau menor."

## Models de regressió

### Regressió lineal
- Regressió lineal simple

Donades dues variables (I: variable dependent; X: independent) es tracta de trobar una funció simple (lineal) de X que ens permeti aproximar I mitjançant: i = a+bX
A (ordenada en l'origen, constant)
B (pendent de la recta)
A la quantitat i = I-i s'anomena residu o error residual.
Així, en l'exemple de Pearson: i = 85 cm+0,5 X
On i és l'alçada predita del fill i X l'alçada del pare: En mitjana, el fill guanya 0,5 cm per cada cm del pare.
- Regressió lineal múltiple